# Platform Reef
Das Platform Reef (von englisch platform ‚Bahnsteig, Gleis‘) ist ein Riff vor der Südküste von Bird Island nordwestlich Südgeorgiens im Südatlantik. Es liegt als eine Markierung für gefährliches Fahrwasser vor dem Landing Beach und vor der Einfahrt zur Jordan Cove.
Das UK Antarctic Place-Names Committee benannte das Riff 2012 in Anlehnung an die Benennung des benachbarten Landing Beach (von englisch landing ‚Anlandung, Anlegestelle‘).